# Garðaríki

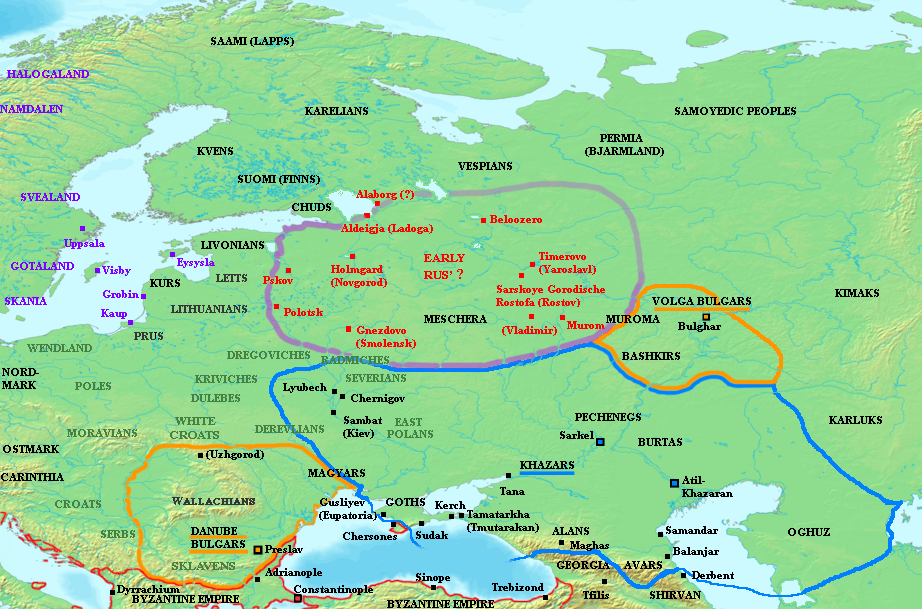
Mapa mostrando o povoamento varegue ou rus' (em vermelho) e a localização das tribos eslavas (em cinza), com a influência cazar dentro do contorno azul, em meados do século IX

Garðaríki (também transliterado como Gardarikki, Gardariki ou Gardarike) ou Garðaveldi é um termo do nórdico antigo utilizado durante a Idade Média para se referir aos estados da Rússia de Quieve. A forma abreviada, Garðar, também se refere à mesma região, bem como o termo Austr, que designava o "Oriente" de modo geral, além de seus diversos derivados: Austrvegr ("Caminho do Oriente"), Austrlönd ("Terras do Oriente") e Austrríki ("Reino do Oriente").
O significado da palavra Garðaríki costuma ser interpretado como "o reino das cidades", provavelmente referindo-se a uma série de fortes situados ao longo do rio Volchova, começando com Lyubsha e Ladoga (ver Evolução da palavra Gord). Estes fortes tiveram que resistir ao Canato Cazar até o fim do século IX, e acabaram por desenvolver o primeiro Estado eslavo, conhecido como Rússia de Quieve.
Gardar tem a mesma raiz que o termo eslavo grad ou gord ("cidade"), e o inglês garden, "jardim". Garðr referia-se a uma muralha ou fortificação, e com o tempo passou a designar aquilo que estava envolto por eles (para a etimologia germânica deste último elemento, veja Reich).
Como os varegues entraram em contato inicialmente apenas com as terras do norte da atual Rússia, suas sagas mencionam apenas a cidade de Holmsgardr (Novogárdia Magna) como capital de Garðaríki. Entre outras cidades mencionadas nas sagas estão Aldeigjuborg (Antiga Ladoga), Kœnugarðr (Kiev), Pallteskja (Polatsk), Smaleskja (Smolensk), Súrsdalar (Susdália), Móramar (Murom) e Ráðstofa (Rostov).
Três das runas varegues, a G 114, a Sö 338 e a U 209, se referem a homens escandinavos que estiveram em Garðar.

## Reis lendários de Garðaríki
- Odin (Saga de Hervarar)
- Sigrlami (Saga de Hervarar)
- Rollaugr (Saga de Hervarar)
- Ráðbarðr (Sögubrot)
- Hreggviðr (Saga de Göngu-Hrólfs)
- Hálfdan Brönufostri (rei de Svíþjóð hin kalda na Saga de Sörla sterka)
- Vissavald (rei de Garðaríki, Saga de Óláfs Tryggvasonar)

## Na literatura
- Brandt, Dagmar: Gardariki. Ein Stufenbuch aus dem russischen Raum (romance). 2 volumes, Berlim, 1943. Reedição Faksimile Verlag Bremen, 1981.